# NGC 42
NGC 42 ist eine elliptische Galaxie im Sternbild Pegasus. Sie ist etwa 274 Millionen Lichtjahre von der Milchstraße Milchstraße entfernt und hat einen Durchmesser von etwa 85.000 Lichtjahren.
NGC 42 und NGC 41 sind nur wenige Bogenminuten auseinander und scheinen in dem gleichen Abstand, so dass sie durch die Schwerkraft aneinander gebunden sein könnten. 
Das Objekt wurde am 30. Oktober 1864 von dem deutschen Astronomen Albert Marth entdeckt.